# 悬河

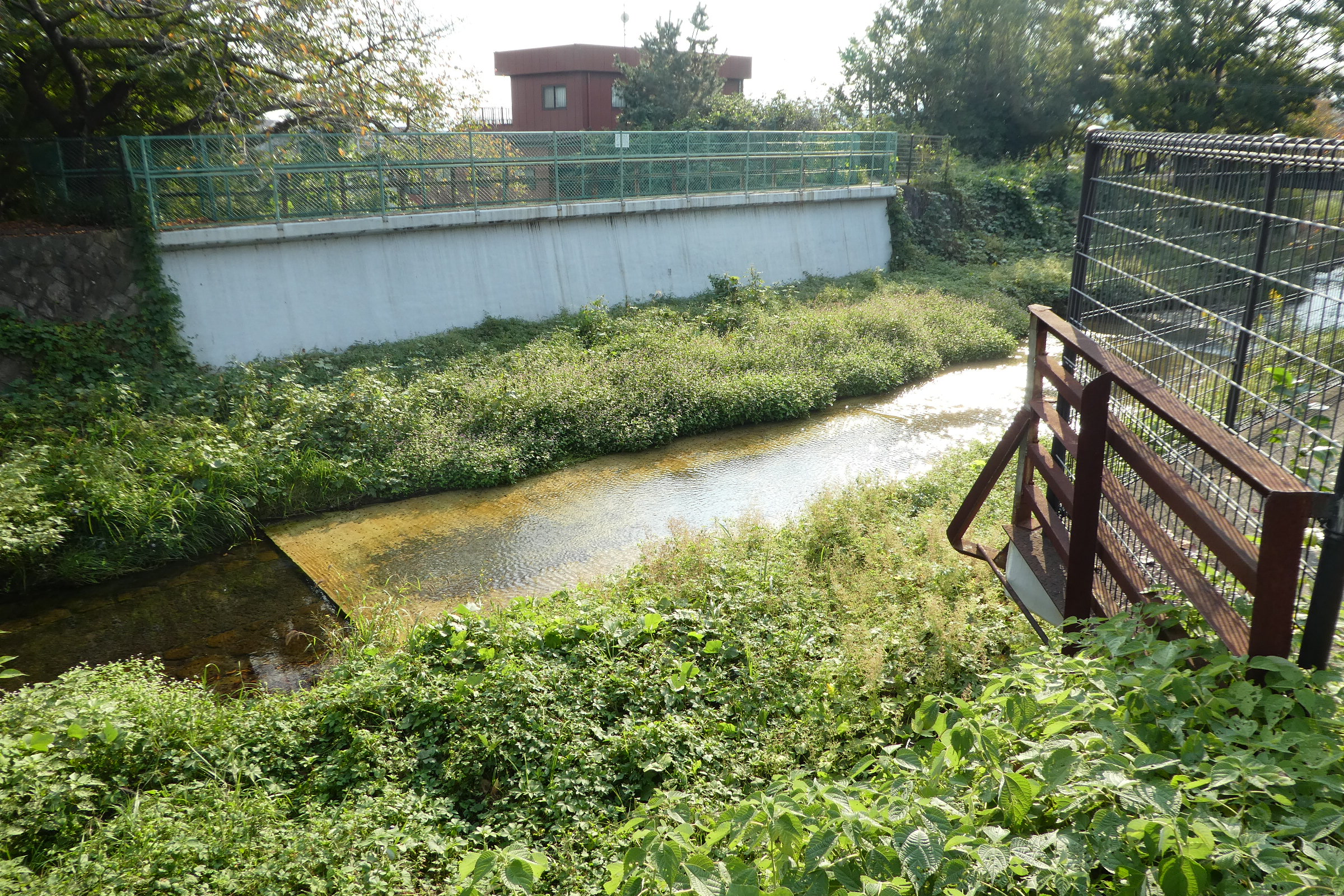
日本京都府井手町的玉川。此圖片中的河床為奈良線的隧道頂部

悬河又称地上河，即河床高出两岸地面的河流。悬河形成的原因是：含沙量很大的河流，在两岸河谷开阔、比较平缓的河段，泥沙大量堆积，河床不断抬高，水位也相应上升。为防止水害的发生，两岸大堤随之不断加高，时间长了，河床便高出两岸地面，成为悬河。
在中国，黄河下游的河南、
山东段有800多公里的悬河，部分河段甚至为二级悬河，为世界罕见。

## 危害
泥沙的大量淤积使黄河下游河床不断上升，两岸地区每逢汛期便面临着洪水的威胁。长期以来，人们采取修筑堤防的方式来约束洪水，致使河床与两岸地面的高差越来越大。历史上黄河下游曾多次决口泛滥，给华北平原地区的人民带来嚴重的灾难。河南省的地上河最为典型。